# Дворец Огинских на Подоле (Гродно)
Дворец Огинских на Подоле (Дворец Сапег, пивзавод)— аристократическая резиденция, размещённая в Гродно, на территории исторического района Подол (Нижний город).

## История

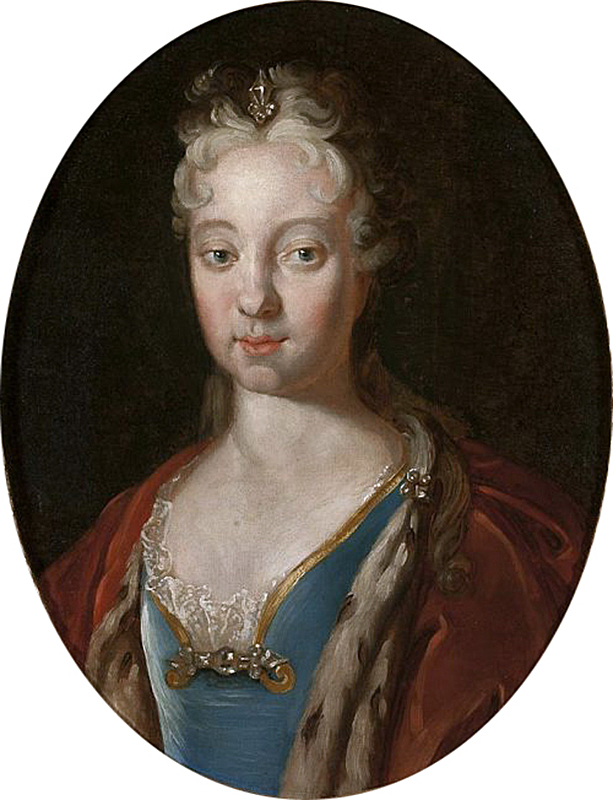
Княжна Анна из Вишневецких Огинская

Первая, возможно деревянная, резиденция, строилась, предположительно, ещё в XVI веке, представителями рода Сапег, от которых позднее перешла Остафею Воловичу. Существует также мнение о том, что упоминаемая в документах резиденция Сапег располагалось в другом месте.
Относительно конкретных строителей дворца на Подоле у исследователей нет единого мнения. Однако предполагается, что в XVII веке дворец уже был каменным.
С начала XVIII столетия, после поражений Сапег в гражданской войне, дворец находился в собственности их противников из княжеского рода Огинских. Резиденцией владели Юзеф Тадеуш Огинский — трокский воевода, и его жена Анна, из княжеского рода Вишневецких.
После Юзефа и Анны гродненским дворцом владел их сын — Михаил Казимир Огинский. Этот магнат стал одним из самых известных представителей рода и одним из самых влиятельных людей страны. Позднее здание перешло в собственность Казимира Вольмера, известного в гродненском повете шляхтича.
В 70-х годах XIX века здание принадлежало австрийскому подданному Юзефу Кунцу, который и открыл в бывшем магнатском дворце пивоварню. В результате перестройки дворца под пивзавод внешний вид особняка заметно изменился, но при этом значительный объём старых стен был сохранён.
Датой основания пивзавода Кунца считается 1877 год. Промышленник быстро наращивал мощности и вскоре вышел на первое место в городе по объёму производства пива.
После Юзефа Кунца пивзавод перешёл к его сыновьям и наследникам Игнацию и Францу. Позднее предприятие продали Брониславу Кратковскому.
В 1914 году завод производил более 3-х с половиной миллионов литров пива в год, что соответствовало более чем 6 миллионам бутылок.
В 20-х годах XX века пивзавод находился в собственности Юделя Марголиса.
В 30-х годах того же столетия пивоваренное производство принадлежало предприятию богатейшего еврейского коммерсанта из Варшавы Горация Геллера, который к тому времени уже скончался. В этот период качество гродненского пива стало выше.
В советское время предприятие продолжало работу, которая не останавливалась и после распада СССР.
Гродненский пивзавод был закрыт в 2007 году. В 2017 году в здании произошел пожар.
В 2022 году началась комплексная реконструкция объекта. Предполагается создание пивоварни и музея, а также строительство целого квартала новых зданий рядом с бывшим дворцом. Квартал новых зданий, согласно плану, должны разместить как раз на месте утраченных зданий XIX-XX веков. Данное решение подвергалось критике со стороны некоторых гродненских историков.

## Архитектура

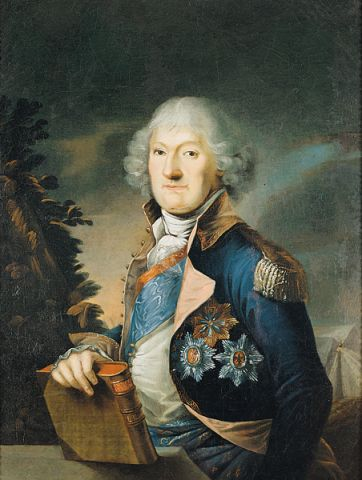
Хозяин гродненского дворца, Михаил Казимир Огинский.

Дворец Огинских являлся памятником архитектуры барокко. Комплекс включал главный корпус и флигели. Согласно плану, начала XVIII века, в те годы дворец имел высокую крышу и своего рода башни по краям основного объёма, то есть выступы-алькежи, которые возвышались над зданием и были накрыты шатровыми завершениями.
На плане Гродно 1753 года, дворец отмечен как каменный. Зафиксирована форма здания, с двумя ризалитами по краям.
Искусствоведческий анализ сохранившегося объекта, позволяет предположить, что проектантом гродненского дворца являлся крупнейший архитектор барокко в Речи Посполитой, Тильман ван Гамерен, или же кто-то из его подражателей.
В период XIX-XX веков, бывший дворец Огинских был значительно реконструирован и расширен с целью размещения пивоваренного производства. Новые части здания выполнялись в строгом стиле, со сдержанным декором, в духе так называемой кирпичной эклектики.

## Реконструкция
Активная фаза реконструкции бывшего дворца началась в 2022 году. По словам представителя компании инвестора, Александра Заглубоцкого «Концепция, конечно, менялась несколько раз». Изначальные визуализации проекта показывали идею реконструкции здания в облике пивзавода XIX века с фрагментарным раскрытием зондажами сохранившихся элементов первоначальных фасадов. Однако, после проведение исследований было принято решение о необходимости максимального выявления фасада магнатской резиденции XVII в., сохранившегося в объёме здания пивзавода Кунца ХІХ в. О важности такого подхода также высказывался гродненский историк Евгений Асноревский, представлявший идеи владельцам объекта и в Министерство культуры. Над проектом работали ведущие белорусские специалисты, в частности архитектор-реставратор Роман Забелло.
Здание сохранило оригинальные пилястры дворца. Во время строительных работ открыты арки дворцовых лоджий со стороны Немана и обширные, ранее неисследованные, подвалы.
Восстанавливались также архитектурные элементы добавленные в процессе строительства пивзавода, но отсутствовавшие к моменту реконструкции.